# Большеохтинский мост

На строительстве Охтинского моста. На снимке:
1) Помощник главного инженера профессор Г. П. Передерий
2) Военный инженер профессор В. Г. Тюрин
3) Главный инженер профессор Николаевской инженерной академии полковник Г. Г. Кривошеин
4) Председатель комиссии по надзору за постройкой моста В. А. Липский
5) Генерал-лейтенант профессор К. Л. Кирпичёв
6) Профессор А. Н. Крылов
7) Профессор Н. А. Белелюбский

Большео́хтинский мост (с 1909 по 1930-е — мост Императора Петра Великого) — автодорожный металлический разводной мост через реку Неву в Санкт-Петербурге. Первый из петербургских мостов через Неву с ездой понизу (проезжая часть расположена на уровне низа пролётного строения) и разводным пролётом в середине реки. Объект культурного наследия России регионального значения.

## Расположение
Соединяет исторический центр города (по трассе Тульской улицы) с районом Малая Охта (Красногвардейская площадь).
Выше по течению находится Мост Александра Невского, ниже — Литейный мост.
Ближайшая станция метрополитена — «Новочеркасская».

## Название
Проектное название моста — Охтенский. Заложенный 26 июня (9 июля) 1909 года, в день 200-летия Полтавской битвы, мост получил название Императора Петра Великого. С 1910-х годов употреблялись также названия Большеохтенский или Большой Охтенский. В 1956 году в соответствии с новыми правилами орфографии мост стал называться Большеохтинским.

## История
Трасса будущего моста через Неву в районе Охты впервые была намечена Николаем I в 1829 году, при утверждении перспективного плана Петербурга. Однако строительство постоянного моста в то время представляло неразрешимую задачу и на этой трассе функционировал только лодочный перевоз. К 1880-м годам вопрос о строительстве моста, который бы соединил город с охтинским пригородом, стал снова активно обсуждаться в Думе. Этому всячески препятствовало лобби перевозчиков, не желавших терять доходный бизнес. Трасса будущего моста тоже неоднократно менялась. Рассматривалось два варианта: на Малую Охту от биржи Беляева к Комаровскому переулку и на Большую Охту от Пальменбахской улицы с городского берега Невы к кварталу, находящемуся между Панфиловой и Алексеевой улицами на Охтинском берегу. 16 февраля 1906 года Николай II утвердил первый вариант трассы.
В 1900 году, когда начал строиться Троицкий мост, начались работы по подготовке места для строительства и разработке задания на проектирование. Работы по подготовке задания на проектирование заняли около года, и в 1901 году был объявлен международный конкурс на проект моста. Из 16 проектов, половина которых исходила от иностранных фирм, не был выбран ни один из-за несоответствия техническим условиям. Наиболее подходящим был признан внеконкурсный проект, носивший девиз «Свобода судоходству», который был выполнен Г. Г. Кривошеиным в соавторстве с военным инженером В. П. Апышковым. В отличие от остальных работ проект предлагал устройство разводного пролёта по середине русла Невы. Проект был признан лучшим, но требующим доработки. В доработке проекта приняли участие инженеры С. П. Бобровский, П. М. Шелоумов, Г. П. Передерий.
7 апреля 1907 года затонул пароход «Архангельск», обслуживавший перевоз от Пальменбахской набережной (около Смольного) на Охту. В результате погибло 39 человек. Трагическое событие заставило форсировать строительство. 13 мая Николай II выпускает резолюцию: «Не затягивать строительство моста». И в сентябре того же года проект утвердили с небольшими доработками.
Торжественная закладка моста произошла 26 июня (9 июля) 1909 года, в день 200-летия Полтавской битвы.

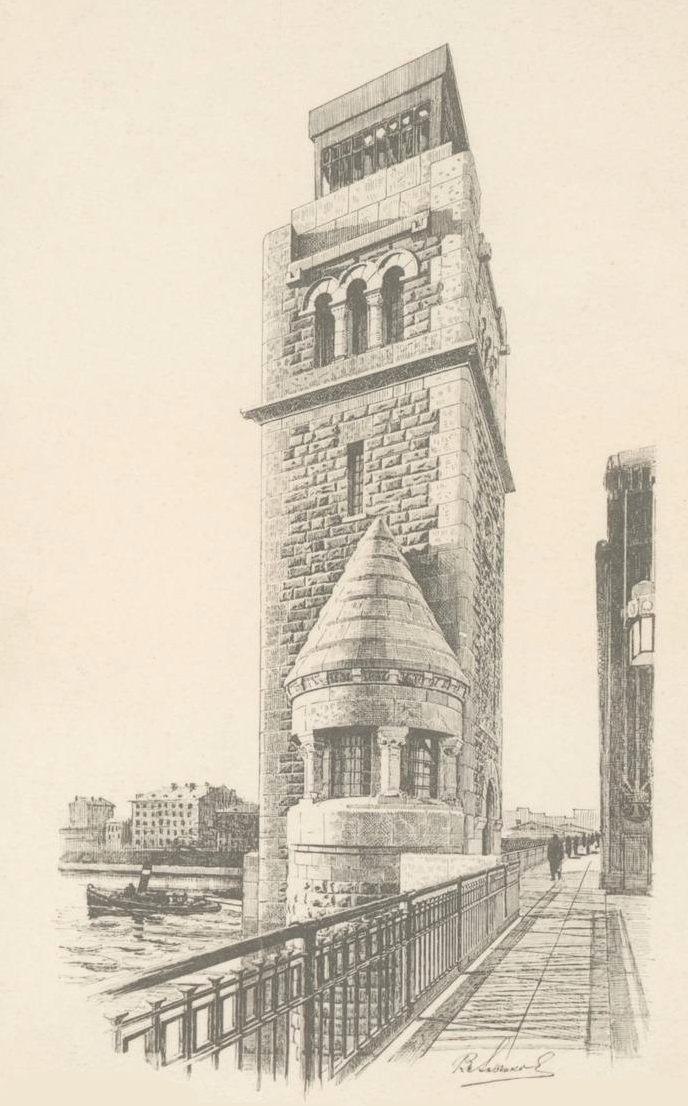
Башня моста

Главным инженером на строительстве моста был автор проекта Г. Г. Кривошеин, а его заместителем — Г. П. Передерий. Подрядчиком работ выступила варшавская фирма «Рудзский и К°», изготовителем разводного пролёта с механизмом стал Петербургский Металлический завод. В состав исполнительной комиссии по строительству моста вошли Н. А. Белелюбский, С. К. Куницкий, академик Л. Н. Бенуа, инженер-технолог П. М. Шелоумов, С. П. Бобровский.
Для перевозки заранее изготовленных в стороне от оси моста пролётных строений, весом каждое по 3660 т, были использованы корпуса старых броненосцев, превращённых в огромные понтоны с водной балластировкой. В 1910 году на левом берегу Невы в теле насыпи подъезда к мосту была построена железобетонная труба, обеспечившая транспортную связь лесной биржи Беляева с рекой. Проект был разработан исполнительной комиссией по строительству моста.
Торжественное открытие моста состоялось 26 октября (8 ноября) 1911 года в присутствии министра внутренних дел А. А. Макарова и министра путей сообщения С. В. Рухлова. Некоторые строительные работы продолжались до 1913 года (украшения порталов и бронзовые доски на башнях были установлены в 1912 году). В память о постройке моста была выбита медаль.
В 1923 году по мосту началось трамвайное движение (маршрут №17):20.
В 1982—1983 годах по проекту инженеров А. Д. Гутцайта, Р. Р. Шипова и архитекторов Ю. Г. Шиндина, Н. А. Дибцева построена транспортная развязка с путепроводом на правом берегу Невы.
В 1983 году произведены работы по капитальному ремонту разводного пролёта по проекту инженера института «Ленгипроинжпроект» Б. Н. Брудно. В ходе работ была произведена замена металлоконструкций и опорных стоек в перекрытии над опорами разводного пролёта, железобетонной плиты проезжей части и балочная клетка. Также был полностью заменён деревянный настил металлоконструкции, стыков над опорами и в «клюве», выполнен монтаж новых деформационных швов, угол раскрытия пролётов был увеличен с 53 до 70 градусов. Работы по ремонту моста выполнял Мостоотряд №11 Мостотреста—6.
В 1993—1997 годах выполнена реконструкция моста. Проект был разработан в институте Ленгипротрансмост (инженеры Г. Тихомиров, В. А. Паршин и В. М. Жирухин). Работы по реконструкции моста осуществлял Мостоотряд № 11 Мостостроя № 6 под руководством главного инженера Ю. Г. Павлова, а по разводному пролёту – Мостоотряд № 37 под руководством главного инженера В. Б. Ромичева. Технический надзор вели инспекторы Дирекции транспортного строительства – Д. И. Мосеев и О. А. Лебедев. Для сохранения пешеходного движения на период реконструкции в разводном пролёте с низовой стороны моста был построен временный разводной пешеходный мост.
У стационарных пролётных строений была переустроена проезжая часть, а разводное пролётное строение из-за значительного износа и больших повреждений было заменено новым, по конструкции аналогичным прежнему, но выполненному на сварке, а не на заклёпках, из современных конструкционных сталей. На порталах стационарных пролётных строений и промежуточных опорах было восстановлено декоративное убранство, памятные надписи и фонари. Была выполнена также реставрация башен. Одновременно с реконструкцией моста велись работы по строительству транспортного тоннеля под въездом на мост со стороны города и подпорных стенок на Смольнинской и Синопской набережных. Во время реконструкции на мосту была восстановлена ранее демонтированная надпись «Мостъ императора Петра Великаго», что породило слухи о переименовании моста в мост Петра Великого. Движение транспорта и пешеходов было открыто 14 декабря 1996 года, окончательная приёмка моста осуществлена 29 декабря 1997 года.
28 ноября 2000 года в присутствии губернатора города В. А. Яковлева состоялось открытие художественной подсветки моста.
В 2005 году на мосту прекращено трамвайное движение:54, в 2006 году был демонтированы трамвайные пути на разводном пролётном строении, в октябре 2010 года на стационарных пролётах.
В 2008 году произведена замена изношенного гидравлического и электрооборудования, создана электронная модель сооружения, а также модернизирована система автоматизированного контроля моста.
В честь 100-летнего юбилея моста в левобережную башню впервые за всю историю моста впустили посетителей. Доступ был открыт с 26 октября до 13 ноября 2011 года.
19 марта 2015 года на мосту был проведён эксперимент по изменению схемы движения в течение суток. Эксперимент был признан удачным, и с 15 декабря 2017 года схема движения с реверсивной полосой была введена на постоянной основе.

## Конструкция
Мост трёхпролётный с центральным разводным пролётом и боковыми металлическими пролётами. Длина моста 334,75 м (339,2 м), ширина моста между перилами 26,5 м, из них ширина проезжей части 17,7 м и два тротуара по 4,4 м, ширина моста между перилами на разводном пролётном строении — 23,5 м и два тротуара по 2,9 м. Схема разбивки на пролёты: 134,3 + 44,7 + 134,3 м. Общий вес металлоконструкций моста составляет 8920 т, из них масса противовесов разводного пролёта — 1065 т.
Стационарные пролётные строения выполнены в виде арочных двухшарнирных ферм с затяжкой, с ездой понизу. Главная ферма арочного пролётного строения состоит из двух арочных поясов, соединённых между собой раскосами и стойками. К нижнему поясу арки прикреплены подвески, поддерживающие проезжую часть. Фермы арочного пролётного строения жёстко связаны на концах с порталами. Расстояние между двумя фермами 19,2 м. Высота ферм в середине пролёта 22,6 м, на опоре 11,5 м.
Разводной пролёт перекрыт двухкрылым пролётным строением раскрывающейся системы с жёстко прикреплённым противовесом и неподвижной осью вращения. Обеспечивается максимальный проектный угол раскрытия крыла 73º. Величина пролёта в свету 42,7 м. Пролётное строение состоит из шести главных балок сплошного сечения, установленных по схеме 2,4+5,7+3,0+5,7+2,4 м. Четыре балки, промежуточные, связаны попарно и объединены противовесными блоками. Крайние балки имеют хвостовую часть уменьшенной длины из-за необходимости установки на опорах разводного пролёта опорных частей стационарных пролётных строений.
Левобережный устой сооружён на свайном основании, промежуточные опоры и правобережный устой моста имеют кессонные основания. Тело опор и устоев моста выше обреза — бутовая кладка с массивной гранитной облицовкой получистой тёски. На быках с верховой стороны построены башни (высота каждой от ординара воды 36 м), выполненные в виде маяков, внутри которых находятся разводные механизмы. На верху башен кубические четырёхгранные фонари. Снаружи к башням пристроены полукруглые полубашенки с остроконечными полукуполами. Оформление башен выполнено в романском стиле. На стенах башен моста установлены 6 бронзовых досок, из них 4 доски, помещённые внизу у входных дверей башен, содержат в себе даты постройки и перечень лиц, принимавших участие в строительстве. Две доски, помещённые выше над дверями содержат данные о размерах моста, разводного пролёта со схемами. Башни-маяки моста — редкий для русского мостостроения пример использования приёма, типичного для архитектуры мостов Германии конца XIX—начала XX веков. Въезды на мост оформлены в виде металлических порталов, ригели которых выполнены по многоцентровой кривой. На стойках-пилонах с вертикальными прорезями установлены улиткообразные держатели с подвешенными к ним удлинёнными плоскими многогранными фонарями.
Мост предназначен для движения автотранспорта и пешеходов. Проезжая часть моста включает в себя 4 полосы для движения автотранспорта. На правом и левом берегах устроены транспортные тоннели. Дорожное покрытие в пределах разводного и стационарных пролётов выполнено из литого асфальтобетона. Покрытие тротуаров на стационарных пролётных строениях — лещадная плитка, разводного пролёта — полиуретан. Тротуары отделены от проезжей части металлическим ограждением высотой 650 мм. Перильное ограждение металлическое с художественным оформлением, на опорах и устоях моста завершается гранитными парапетами. Для контактной сети на мосту установлено 4 опоры в клюве разводного пролёта.
На левобережном устое с верховой и низовой сторон расположены спуски к воде с площадками облицованные гранитом. У правобережной опоры спуск к воде существовал до 1983 года, но был ликвидирован при строительстве магистральной автомобильной трассы по Малоохтинской набережной.

#### Мемориальные доски 1911-1912
«Мост императора Петра Великаго заложен 26 июня 1909 г.»
«Мост ИМПЕРАТОРА ПЕТРА ВЕЛИКАГО окончен в 1911 году въ семнадцатое лето благополучнаго царствования ГОСУДАРЯ ИМПЕРАТОРА НИКОЛАЯ II, в бытность председателем совета министров В. Н. Коковцева, министром внутреннихъ дел А. А. Макарова, градоначальником Д. В. Драчевскаго, городским головою И. И. Глазунова, товарищем его Д. И. Демкина, членами управы: А.В. Алексеева, А.К. Бодиско, А.Н. Бузова...»
«Мост сооружен по проекту и под руководством главнаго инженера проф. инж. полк. Г. Г. Кривошеина, при участии его помощников по архитектурной части инж. полк. В.П. Апышкова (соавтор по архитектурной части), старш. пом. по инженер. части инж. полк. С.П. Бодровскаго, п.с. Г.П. Передерия, инж. техника Г.М. Шелоумова»
«Мост исполнен заводом К. Рудзкий и К0 въ Варшаве при членах правления:
кн. С.Е. Любомирском,
К.Я. Ясинском,
Ю. И. Эбергардте,
при директорах:
Л. И. Шмидте и С. Д. Вержбицком,
под наблюдением В. Г. Белковича
и его помощника И. К. Быковскаго.
Разводной пролет с механизмами исполнен компанией С. Петербургскаго металлическаго завода при директорах Н. Д. Лесенко, В.Г. Сонгине, К.П. Федорове»
«Мост ИМПЕРАТОРА ПЕТРА ВЕЛИКАГО, разводной пролет. Расстояние между перилами 2,5 + 17 + 2,5 = 23,5 м. Расстояние между осями вращения 24,15 х 2 = 48,30 м. Вес дерева 7500 пуд. Вес металлических частей 58600 пуд. на два крыла. Вес балласта 6660 пуд. Главные механизмы: Электрическое оборудование: Давление ветра 40 к/м кв. 4 x 2 = 8 электромоторов по 29..640 оборотов 110 вольт. Без ветра 4 мотора, передаточное число 82, время поднятия или опускания крыла 60 сек. Ручной привод: ветер 10 к/м кв. 8 x 2 = 16 рабочих. Время разводки 26 минут, без ветра 20 минут. Передаточное число 87,5, без ветра 67,7. Хвостовые механизмы: Электрическое оборудование: 1 x 2 мотора 29..640 оборотов 440 вольт. Передаточное число 31,5. Время поднятия оси на 2,7 мм — 33 с. Ручной привод: 4 x 2 = 8 рабочих. Передаточное число 37,6. Время поднятия оси 11 мин.»
«Естественная площадь живого сечения 862 кв. м, стеснение живого сечения 8%. Вес материала для всего моста 670 тыс. пуд. Объем каменной кладки 5 тыс. куб. саженей. Стоимость моста 4 млн. 400 тыс. руб. Стоимость съездов 660 тыс. руб. Арочный пролет 1 = 7,8 х 17 = 134,3 м. Высота фермы 1h = 22,6 м, 2ho = 11,5 м. Между поясами в середине 4,2 м. Между осями фермы 19,2 м. Ширина моста 2,8 + 17,7 + 2,8 = 23,5 м. Расстояние между перилами 26,5 м. Вес металла пролета 3666 тоннъ. Вес металла главной фермы 755 к/мкв, вес связи 71 к/мкв. Опорные части 33 к/мкв, проезжая часть 322 к/мкв. Расчетная нагрузка на узле фермы — постоянная 155 тоннъ, временная 54 т. (толпа 440 к/м2, 2 ряда фур 22 тонны) Материал литое железо R = 37–45 к/мм2, i l 20% , R + 2i 1 85»